# Leopold e Rudolf Blaschka

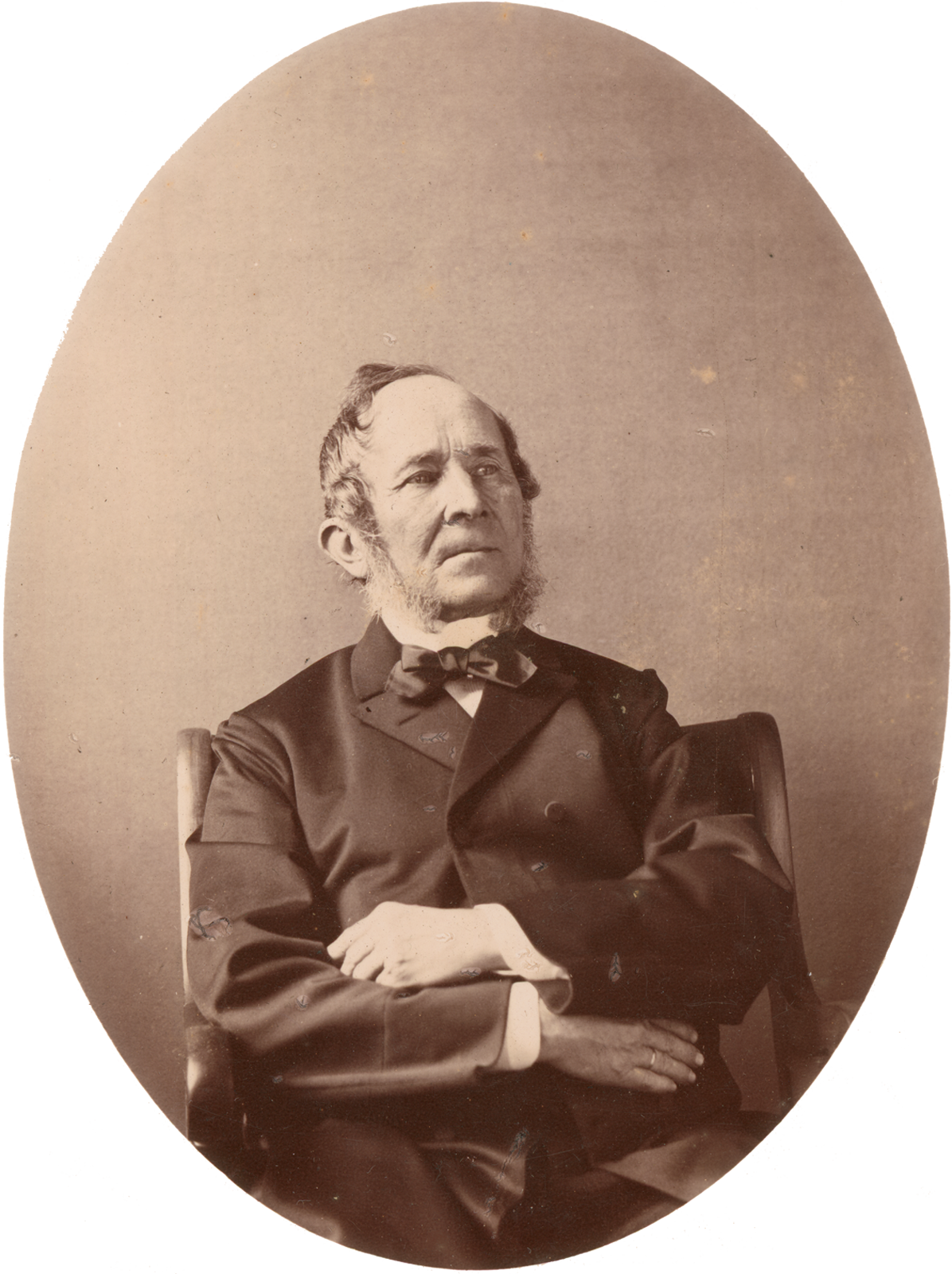
Leopold Blaschka

Rudolf Blaschka

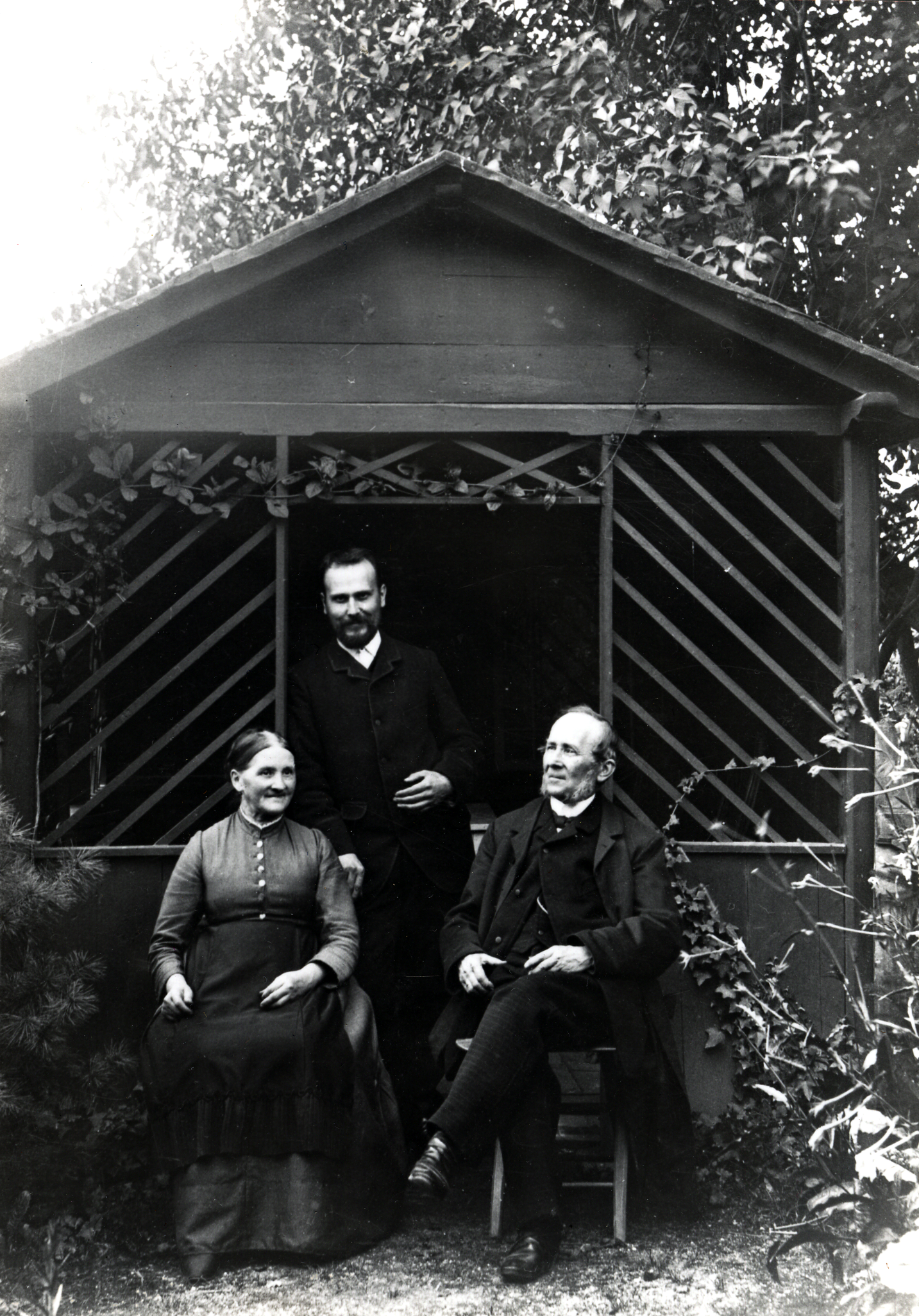
Rudolf (in piedi), Caroline e Leopold Blaschka nel giardino della loro casa di Dresda

Leopold Blaschka (27 maggio 1822 – 3 luglio 1895) e suo figlio.
Rudolf Blaschka (17 giugno 1857 – 1º maggio 1939) furono artigiani del vetro originari di Dresda, famosi per la creazione di modelli botanici e di creature marine invertebrate, vere e proprie sculture in vetro presenti in molti musei europei e americani.

## L'attività di famiglia
Il nome della famiglia Blaschka fu legato per circa 300 anni all'arte della vetreria, attività originaria di Josefův Důl, sui monti Iser, regione nota anche per la lavorazione di metalli e pietre. 

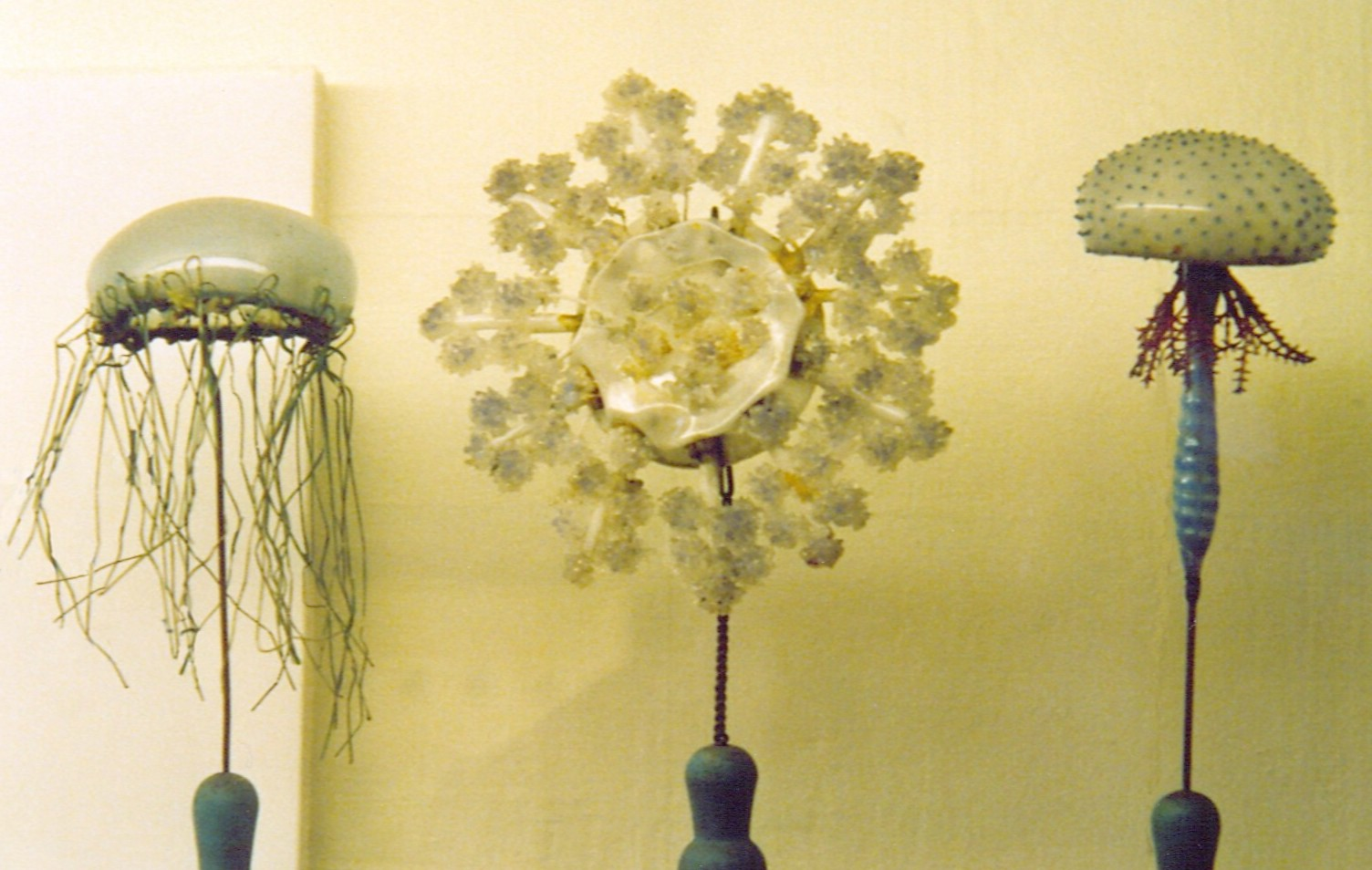
Museo di storia naturale dell'Università di Pisa

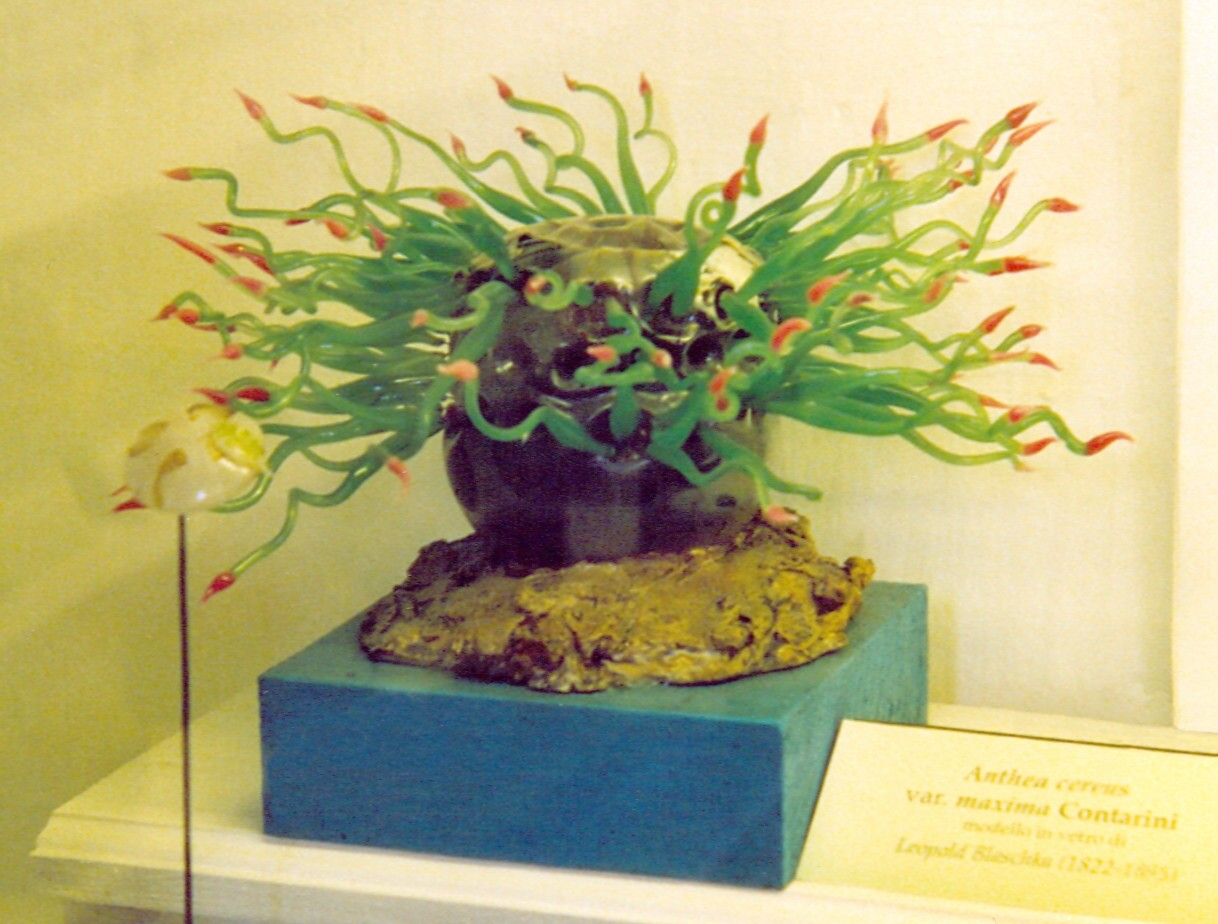
Anemone di mare. Museo di storia naturale dell'Università di Pisa

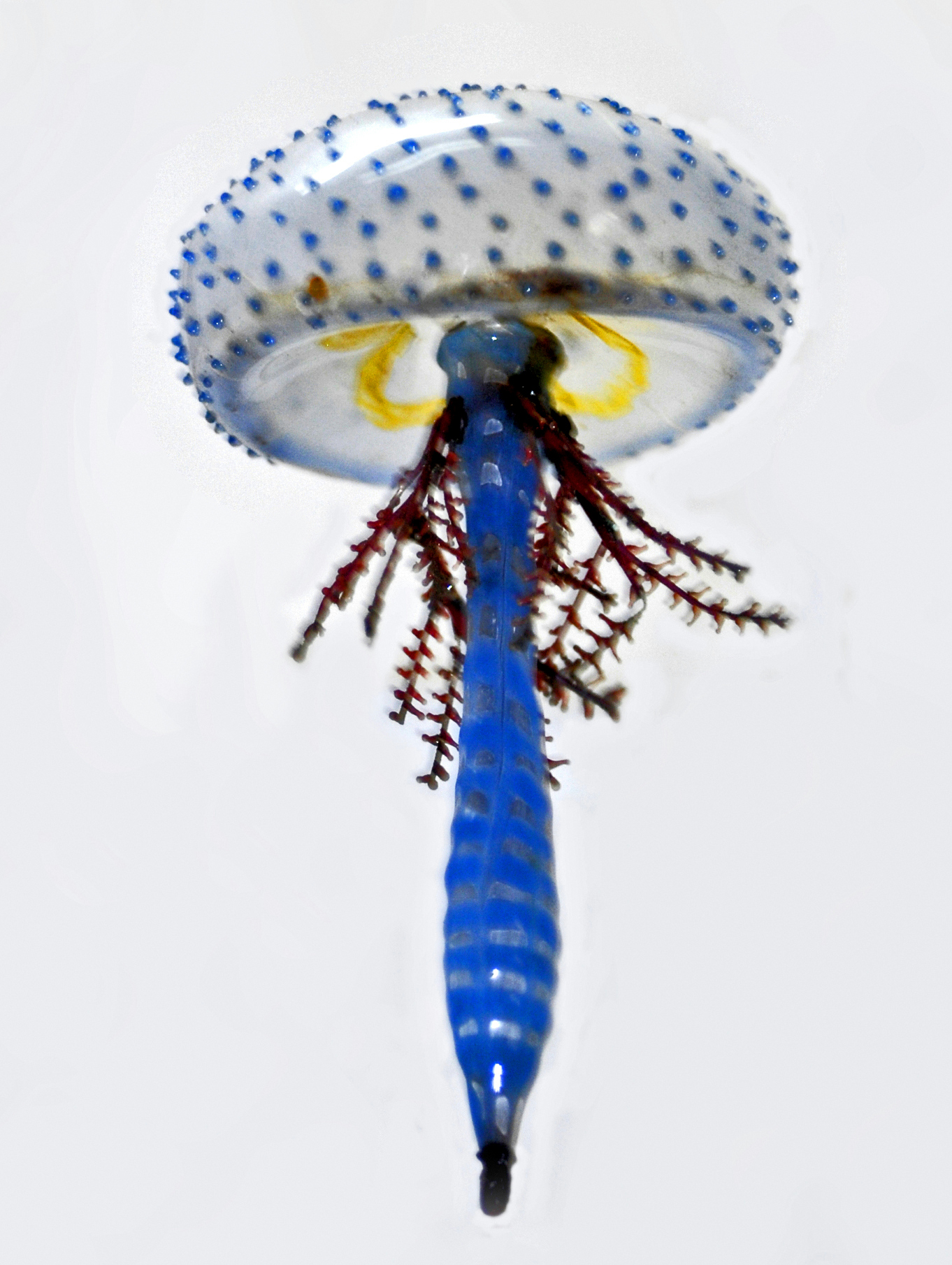
Anthomedusae - Lymnorea trieda. Museo di storia naturale dell'Università di Pisa

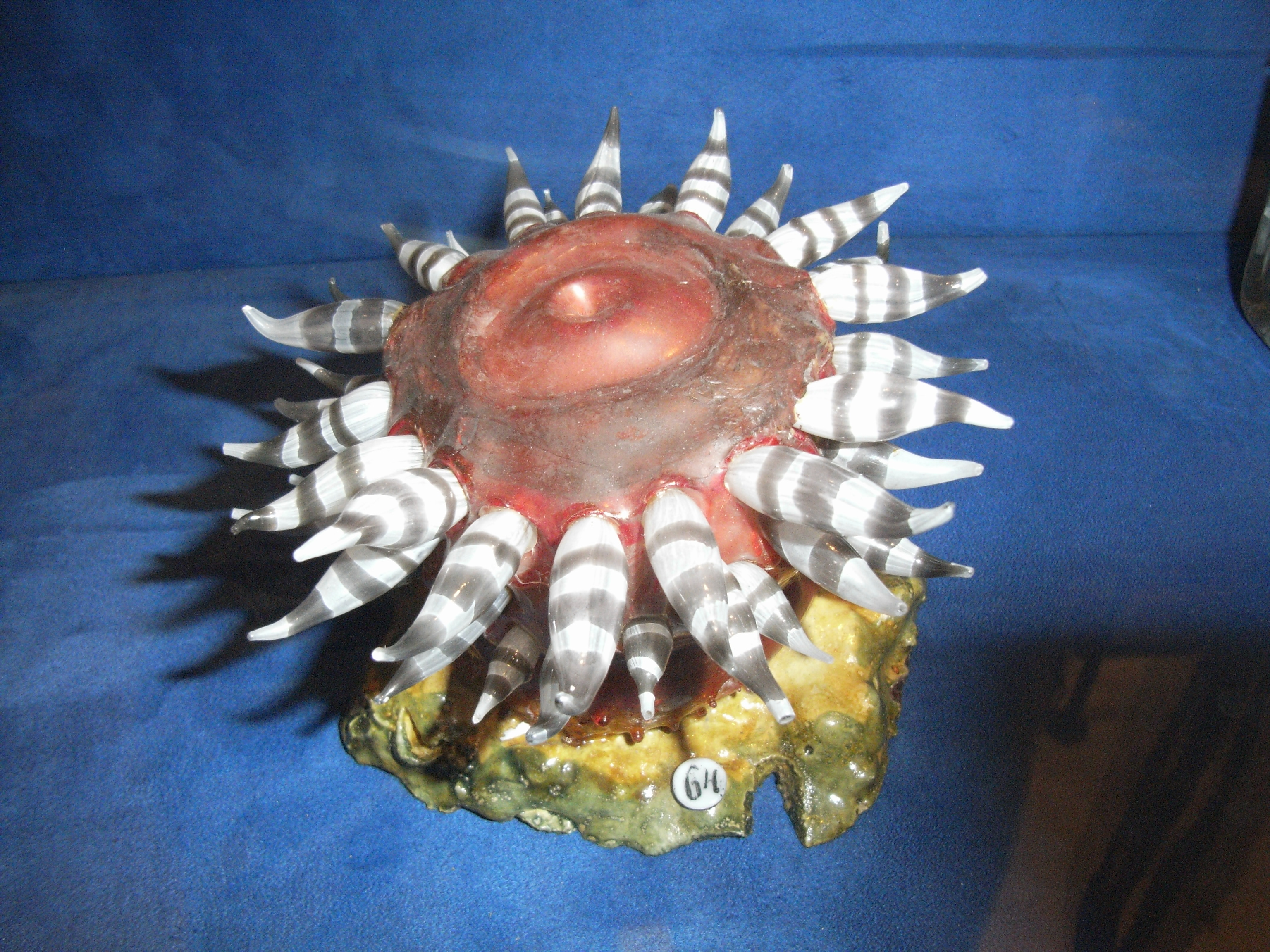
Anemone. Museo nazionale d'Irlanda

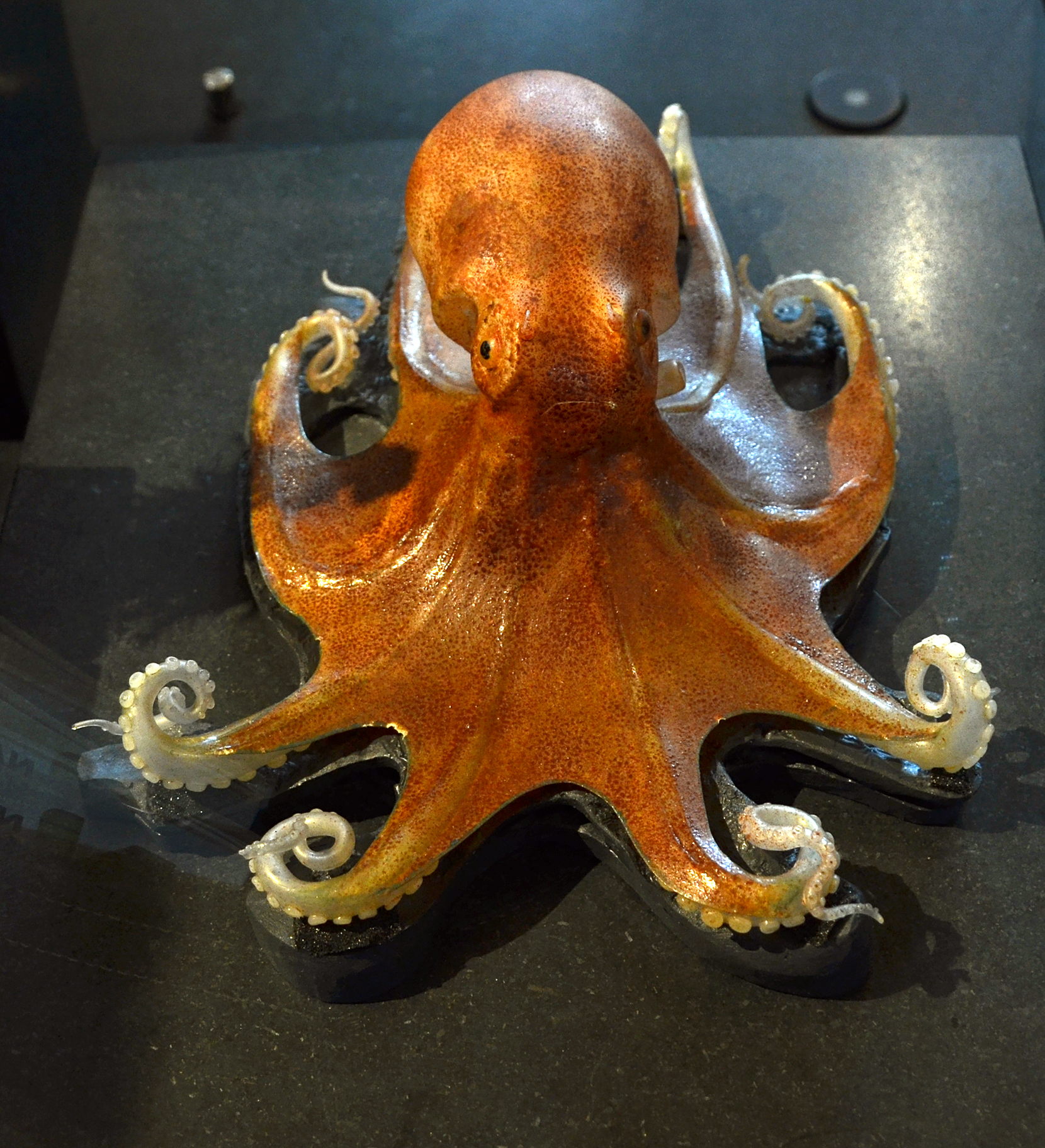
Piovra, Museo zoologico di Londra

Leopold e Rudolf lavorarono in Bohemia (in un'area che fa ora parte della Repubblica Ceca) e in Germania, dove raggiunsero la fama. 
Leopold nacque nel 1822 a Český Dub in Bohemia. Era uno dei tre figli di Joseph Blaschke; a differenza dei fratelli, fin da bambino mostrò abilità artistiche e venne perciò mandato come apprendista a Turnov, prima presso un orafo e poi presso un tagliatore di gemme. Successivamente si unì all'attività di famiglia che realizzava decorazioni e occhi in vetro. Sviluppò una tecnica che lui chiamava "Glass-spinning", una lavorazione filiforme del vetro che permetteva di realizzare opere di grande precisione. 
Leopold latinizzò il nome della sua famiglia in "Blaschka". Sposò Caroline Zimmermann da cui ebbe un figlio nel 1846, Josef Augustin Blaschka, presumibilmente chiamato così in onore del nonno. Purtroppo nel 1850 sia Caroline sia il piccolo Josef morirono a causa di una epidemia di colera; solo un anno più tardi Leopold perse anche il padre.

### Piante e invertebrati
Nel 1853, distrutto dal dolore, partì per gli Stati Uniti. Durante il viaggio la nave ebbe un guasto e restò ferma in mare per due settimane. In questo periodo di forzata inattività, Leopold ebbe modo di osservare alcuni invertebrati marini e, affascinato dalla trasparenza dei loro corpi, così simili a quel vetro che per tanto tempo la sua famiglia aveva lavorato, li studiò minuziosamente e li riprodusse fedelmente su carta. Tornato a Dresda, si concentrò sull'attività di famiglia, in prevalenza sulla produzione di occhi in vetro e di attrezzatura da laboratorio, ma l'incontro con quelle creature luminescenti influenzerà tutto il suo lavoro futuro. 

A casa nel tempo libero iniziò a realizzare modelli di piante, impiego che resterà solo un passatempo non retribuito per lungo tempo prima di diventare, alcuni anni più tardi, la principale attività sua e di suo figlio. Nel 1854, Leopold sposò Caroline Riegel e nel 1857 nacque il figlio Rudolf.
La straordinaria qualità di fattura degli oggetti realizzati per "passatempo", attirò l'attenzione degli aristocratici e soprattutto quella del principe Camille de Rohan che organizzò un incontro con Leopold al Castello di Sychrov nel 1857.

#### Le orchidee
Essendo un appassionato naturalista, il principe commissionò a Leopold cento orchidee in vetro per la sua collezione privata; impressionato da tanta maestria, nel 1862 le espose insieme ad altre piante esotiche disposte su due tronchi d'albero artificiali nel suo palazzo a Praga; la mostra portò l'abilità dei Blaschka all'attenzione del professore Ludwig Reichenbach.
Direttore del Museo di storia naturale di Dresda, il professore rimase incantato dalla precisione dei dettagli dei modelli botanici e intuì il loro potenziale didattico: pensò che avrebbero potuto sostituire la pratica diffusa all'epoca di sezionare le piante, unico modo nel XIX secolo per studiarne la composizione. Pensò anche che tanta maestria avrebbe potuto esprimersi anche in altri settori. Così nel 1863, Reichenbach commissionò a Leopold dodici modelli di anemoni di mare, modelli a colori a tre dimensioni, riproduzioni fedeli di quelli reali, in grado di restare immutati nel tempo. 
La collezione rappresentò un importante e significativo miglioramento per la didattica rispetto ai metodi precedenti che si limitavano a utilizzare disegni, stampe o fotografie. La novità divenne nota alle istituzioni scolastiche e ai musei di tutto il mondo. 
Un anno dopo il successo degli anemoni, la famiglia si trasferì a Dresda per dare al giovane Rudolf migliori opportunità di istruzione.

#### Gli anemoni di mare
Reichenbach consigliò a Leopold di lasciare l'attività familiare e di dedicarsi alla produzione e alla vendita per corrispondenza di invertebrati marini in vetro a musei, acquari, università e collezionisti privati, consiglio che venne prontamente seguito. In un primo momento la realizzazione dei pezzi si basò su modelli ricavati da disegni presi dai libri, ma Leopold fu presto in grado di disegnare da sé campioni ben dettagliati. 
Musei e università iniziarono a ordinare le sue creazioni e a metterle in mostra, proprio come aveva fatto Reichenbach.
In breve tempo l'artigiano/artista Leopold raggiunse una fama inaspettata; la sua maestria progredì fino ad arrivare a riproduzioni, praticamente perfette, di esemplari viventi come meduse, lumache, anemoni di mare, coralli, stelle marine, ecc.

### Collaborazione con Harvard
Intorno al 1880 il figlio Rudolf iniziò ad aiutare il padre nel suo lavoro. In quell'anno insieme produssero 131 modelli di creature marine in vetro per il Boston Society of Natural History Museum (oggi Museum of Science). La collezione fu notata dal professor George Lincoln Goodale che, in procinto di fondare l’Harvard Botanical Museum, si recò a Dresda nel 1886 con la precisa intenzione di incontrare i Blaschka e di commissionare loro una serie di modelli botanici per l'Università di Harvard, che era un importante centro di studi botanici. I sussidi didattici normalmente usati erano esemplari pressati e accuratamente classificati che però presentavano un duplice problema: mostravano solo due dimensioni ed tendevano a sbiadirsi. Perciò i modelli in vetro, tridimensionali e dai colori stabili, sembrarono ideali per l'insegnamento. 
I fondi per l'acquisto furono messi a disposizione da una ex-studentessa del professore, Mary Lee Ware che, affascinata dai modelli, chiese alla madre di supportarne l'acquisto.

#### Glass Flowers
Nel 1890 i Blaschka firmarono con Harvard un contratto che prevedeva la produzione di fiori di vetro per 8800 marchi all'anno, per dieci anni. I due modellarono una vasta gamma di piante e loro componenti (fiori, foglie, frutti, radici), in tutto realizzarono circa 4400 modelli. L'intera collezione venne denominata "Ware Collection of Blaschka Glass Models of Plants" (conosciuta anche come "Glass Flowers"), in onore della famiglia Ware che aveva finanziato l'acquisizione. 
La collezione comprendeva anche un gruppo di 64 esemplari che illustravano le malattie fungine delle rosacee (rose, mele, pesche, ecc.), e una sequenza di modelli ingranditi di fiori e api che mostravano meccanismi di impollinazione.

## Tecnica e ricerca
In una lettera del 1889 inviata a Mary Lee Ware, appassionata studiosa di botanica, Leopold spiega così la natura della loro abilità: 
(Leopold Blaschka)
I due artisti utilizzavano una mistura di colla, vetro colorato e vetro trasparente, alle volte rinforzata da fil di ferro.
Il vetro veniva fuso con una fiamma alimentata dall'aria emessa da un soffietto azionato dal piede, poi modellato usando strumenti per pizzicare, tirare o tagliare. Della colorazione in smalto si occupava esclusivamente Rudolf.

Per realizzare piante non originarie dell'area di Dresda, i due studiarono le collezioni di piante esotiche del parco di Pillnitz Palace e del Dresden Botanical Garden; altri esemplari di piante le coltivavano in proprio. 
Nel 1892 Rudolf andò ai Caraibi e poi negli Stati Uniti, per studiare nuove piante e documentarle con una serie di schizzi poi pubblicati nel libro Drawing Upon Nature: Studies for the Blaschkas Glass Models.
Mentre Rudolf si trovava di nuovo oltremare nel 1895 per un secondo viaggio negli Stati Uniti, il padre Leopold morì. 
Rudolf continuò da solo l'attività, rallentando la produzione così da accrescere il livello qualitativo dei prodotti. 
Nei primi anni del ventesimo secolo, rendendosi conto di quanto fosse diventato difficile trovare vetro di alta qualità, iniziò a produrlo per conto proprio. 
Rudolf continuò a lavorare per Harvard fino al 1938, quando, all'età di 80 anni, annunciò il suo ritiro senza lasciare eredi. 
I segreti del lavoro di Leopold e Rudolf, che seppero coniugare scienza e tecnica, arte, artigianato e design, rimasero tali, e la loro maestria rimase ineguagliata.

## Modelli Blaschka nei musei
(Elenco parziale)
- Corning museum of glass di Corning[7]
- Museo di storia naturale di Harvard, Erbari dell'Università di Harvard[8]
- Australian museum[9]
- UW-Madison zoological museum[10]
- Museo di storia naturale di Ginevra
- Museo zoologico della città di Strasburgo
- Museo zoologico di Londra[11]
- Museo nazionale d'Irlanda a Dublino
- National Museums Scotland[12]
- Museo zoologico dell'Università di Aberdeen (34 modelli)[13]
- Università Humboldt di Berlino[14]

### In Italia
Ben poco della produzione giunse in Italia: 
- Al Museo della Fondazione scienza e tecnica di Firenze è conservata una collezione comprendente una serie di celenterati scifozoi, Echinodermi e Anellidi riprodotti con fedeltà anche nelle caratteristiche anatomiche più minute. Acquisita negli anni ottanta del XIX secolo, la raccolta si componeva da 118 reperti quasi tutti giunti ai nostri giorni. Un restauro conservativo è stato compiuto dall'Opificio delle Pietre Dure di Firenze[15].
- Al Museo di storia naturale dell'Università di Pisa, nella Galleria storica, è esposta una collezione di invertebrati composta da 51 modelli, per lo più Cnidari anatomicamente perfetti, realizzati da Leopold Blaschka, probabilmente agli inizi della sua produzione di invertebrati[16].